# IATスーパーJチャンネル金曜スーク。
『IATスーパーJチャンネル金曜スーク。』（アイエイティー スーパージェイチャンネルきんようスーク）は、岩手朝日テレビで放送されていた情報番組。

## 概要
『IATスーパーJチャンネル』の金曜版として立ち上がった『活金情報局』がリニューアルする形で2004年10月にスタート。報道メインの月曜日 - 木曜日版とは異なり、中継やインフォマーシャルを中心に構成されていた。「スーク」とは、アラビア語で「市場」を意味する言葉である。
2007年10月5日からはハイビジョン制作で放送されていた。
番組は2008年9月26日放送分をもって終了。替わって土曜朝に放送されていた『楽茶間』が同枠へ移動して『楽茶間plus!!』となり（後に『ラクティマプラス!!』に改題）、以来2時間枠の情報生ワイドとして放送されていた。

## 放送日時
毎週金曜 18:17 - 18:56
- 毎年6月中旬から約1か月間は、高校野球企画番組「純情応援歌」の放送のため、18:40までの放送。
- 全国高等学校野球選手権岩手大会開催期間中は本番組自体が休止され、金曜日でも『IATスーパーJチャンネル』に差し替えとなる。

## 主なコーナー
金曜スークLIVE
中継コーナー。川徳等、県内のデパート等で開かれるイベント案内などが多い。
ニュース
IATアナウンサーが短くニュースを伝える。
資生堂ハウトゥメイクアップ
資生堂販売盛岡支社の協力による、同社化粧品のPRコーナー。
アソビの王様
岩手県立大学などとの共同制作コーナー。中尾たちが県内の学童クラブ等を訪ね、遊びの「達人」と対決。アナウンサーが負けるのがお約束。
天気予報
女性アナウンサーが持ちまわりで天気予報を伝える。
金曜スークインフォメーション
岩手競馬や岩手県（庁）など、30秒程度のインフォマーシャル情報をいくつか紹介。
エンディング
2007年10月からは、土曜日放送の『楽茶間』司会の小山羊右がスタジオに登場し、翌日の番組内容を告知していた。

### 途中で終了したコーナー
キーパー矢田に挑戦
司会の矢田がキーパーとして県内の小学生サッカーチームを相手にPK対決。5本勝負で矢田に全勝すれば賞品が獲得できた。
矢田が行く!
快傑!ノボリタン
矢田、あるいは登田によるリポートコーナー。前者は調査もの、後者はチャレンジもの。
金曜スークエンタメ
映画情報の「シネマパラダイス」、盛岡市の「さわや書店」チェーンの売り上げランキング「ブックランキング」の二本立て。「シネマ」では新作情報の後、映画評論家・大林千茱萸（大林宣彦の実子）が電話出演し注目作品を紹介する。「ブック」では売れ筋商品をさわや書店店員が紹介するコーナーがある。
東北日和〜小さな旅〜
VTRで岩手県内の名所（記念館など観光スポットでない場合が多い）を補足情報のテロップとともに紹介する。
プチ甘生活
司会者が県内の店に直接出向き、スイーツやデザートを紹介する。80年代のポップスがBGMとして使われていた。

## 出演者
伊波伴准
2007年9月より司会を務める。以前は月1回ほど通常の司会が中継等でスタジオ不在の時のみ代理司会を務めていた。
藤原規衣
2007年9月より司会を務める。
中尾考作
2007年10月より。アソビの王様担当。
丹野尚子
ニュースコーナー担当。

### 過去の出演者
三橋泰介（当時IATアナウンサー）
前身の『活金情報局』より司会を務めるが、同社退職に伴い、2005年2月に降板。
原田佳子（当時IATアナウンサー）
ニュースコーナーを随時担当。
矢田雄二郎（当時IATアナウンサー）　
当初は中継コーナーのレポーターとして出演。2005年4月に司会就任し、2007年8月、同社退職に伴い降板。
登田真由子
同局に正式入社した2005年4月1日から司会を務める。矢部順子の退職により、『楽茶間』の司会を担当することになったため、2007年8月に司会を降板し、9月以降はニュース担当。
川越千秋（当時IATアナウンサー）
2007年9月より藤原と交代で司会を務め、10月以降は天気予報を担当。
樋口綾子（当時IATアナウンサー）
中継コーナーのリポーターを担当。